# Pedro Ñancúpel
Pedro María Ñancúpel Alarcón (Terao, 1837-Castro, 6 de noviembre de 1888), apodado el pirata Ñancúpel, fue un bandido chileno originario de Chiloé que cometió diversos robos y asesinatos en las islas Guaitecas durante la segunda mitad del siglo XIX. Después de ser capturado, fue enjuiciado y condenado a muerte, siendo fusilado en Castro.

## Biografía
Hijo de José Ñancúpel y Petronila Alarcón, nació en Terao, un sector rural en la costa este del Departamento de Chonchi, hoy en la comuna del mismo nombre, a unos 15 km del pueblo de Chonchi. Los datos que se conocen de su biografía proceden fundamentalmente de sus declaraciones durante el juicio que se le siguió luego de capturarlo y de los artículos periodísticos de la época.
Se sabe que cuando tenía unos 20 años se trasladó a trabajar al sur de la Isla Grande de Chiloé, en lo que luego sería Quellón, que allí conoció a su esposa, una mujer llamada Paula Llancahuén (o Ñancalahuén), y que luego viajó a los archipiélagos de las Guaitecas y de los Chonos para trabajar en el negocio de las pieles, en que ya trabajaba uno de sus hermanos. En aquella época la zona de los archipiélagos al sur de Chiloé era un territorio atractivo para la caza de lobos marinos y gatos de mar y también el centro de la explotación del ciprés de las Guaitecas, actividad que en décadas posteriores reportaría enormes ganancias al chonchino Ciriaco Álvarez, apodado el Rey del Ciprés.
Por algunos años fue hachero de cipreses y cazador de lobos y luego estableció un grupo más organizado para comprar y vender pieles, pero por alguna razón, abandonó esta vida y se dedicó a la piratería. No se conocen las razones que tuvo para dejar su trabajo y comenzar a participar en las correrías de la banda de "los Nahuelhuén", pero se especula que fue por venganza, por afán de enriquecerse o incluso por deseos de justicia. La banda estaba liderada por José Domingo Nahuelhuén, quien era secundado por más de 15 hombres, varios de ellos sus parientes, como era el caso del propio Ñancúpel. Se les responsabilizó de varias desapariciones de naves chilenas y extranjeras junto con el asesinato de sus tripulaciones, por lo que fueron perseguidos y detenidos. Se condenó a muerte a Nahuelhuén, Juan Andrés Piuco (o Piucol) y a Juan Lepío Mañao y fueron fusilados en Ancud el 9 de junio de 1879. Pedro Ñancúpel fue absuelto por haberse comprobado que cuando ocurrieron los crímenes se encontraba en otros sitios.
Sin embargo, el nombre de Pedro Ñancúpel pronto volvió a mencionarse como culpable de las desapariciones y asesinatos que seguían ocurriendo en los alrededores de Melinka. El modo de operar de la banda consistía en perforar el casco de las embarcaciones y abordarlas mientras se hundían. Junto con apropiarse de las pieles, pepitas de oro y otros objetos valiosos, los tripulantes eran asesinados para no dejar testigos. Junto con los relatos de que violaba a las mujeres antes de matarlas y de que no respetaba la vida ni de los niños pequeños, circulaban otras historias que hablaban de que sus ataques se centraban en los dueños de lanchas que trataban despóticamente a sus trabajadores y de que repartía parte de su botín entre los más pobres. 

### Juicio
Fue capturado el 6 de agosto de 1886 por Belisario Bahamonde, el subdelegado de Melinka. La detención ocurrió mientras se emborrachaba celebrando el éxito que había tenido en uno de sus ataques. Fue llevado encadenado a Castro y junto a cinco parientes más: su hermano Anastasio Ñancúpel y el hijo de éste, José Miguel Ñancúpel; y sus sobrinos, Anastasio Segundo Ñancúpel Arriagada (14 años), Anastasio Segundo Catepillán Ñancúpel (17 años) y José Belisario Catepillán Ñancúpel (14 años). Los tres últimos fueron liberados por ser menores de edad, mientras que Anastasio Ñancúpel y su hijo huyeron de la cárcel en diciembre de ese año. 
Antes de huir, sus parientes habían confesado que eran responsables del asalto y asesinato de los hermanos Manquemilla, coterráneos suyos de Terao y muertos en las Guaitecas. Además, un sobrino llamado Felipe Ñancúpel testificó en contra suya. A pesar de ello, Pedro siempre se declaró inocente y alegó en su defensa que las cuatro veces anteriores que había estado preso no se le había podido probar nada. El proceso duró medio año, encontrándosele culpable de varios homicidios, por lo que fue sentenciado a muerte, por fusilamiento, el método de ejecución que estuvo vigente en Chile hasta el año 2001. La solicitud de indulto que se presentó en su favor fue rechazada.

Castro, noviembre 6 de 1888.
 
Vista la sentencia de la Ilma. Corte de Apelaciones de Concepción, fecha 6 de septiembre de este último, corriente a fs. 126, que de acuerdo con el Exmo. Consejo de Estado, no dio lugar al indulto de la pena de muerte impuesta por la referida sentencia al reo Pedro María Ñancúpel; constando del certificado de fs. 127 que este reo fue puesto en capilla el día 3 del presente en la tarde: i visto lo dispuesto por el ar. 82 del Código Penal i 9º del Reglamento dictado en 3 de agosto de 1876; el Juzgado ordena i manda:

Que el expresado reo de homicidio, Pedro María Ñancúpel, sea fusilado mañana a las 8 AM en el patio de la cárcel de esta ciudad. Comuníquese al señor Gobernador para los fines consiguientes. García Moreno, secretario
Orden de cumplimiento de la sentencia, reproducida en el diario "El Archipiélago", noviembre de 1888

Los diarios locales El Archipiélago, El Católico, El Chilote, El Liberal y La Probidad, así como la Gaceta de Los Tribunales publicaron diversas crónicas de sus crímenes, así como también documentaron ampliamente los detalles del juicio y la ejecución, de modo que se conservan registros del modo en que sus contemporáneos consideraron los hechos.

### Ejecución
El día de la ejecución, fijada para las 8 de la mañana, cuatro sacerdotes franciscanos le ofrecieron apoyo espiritual y sus últimas palabras fueron para proclamar su inocencia, perdonar a sus adversarios y pedir perdón por las ofensas que él pudiera haber causado. 
Su muerte se aplazó por unas horas porque en una de las calles que flanquean la plaza había un parto y se consideró que sería un mal augurio ajusticiar a Ñancúpel justo antes del nacimiento del niño. Finalmente, el pelotón abrió fuego sobre él, aunque debió ser rematado con una pistola por Felipe Montiel, policía y veterano de la Guerra del Pacífico que dirigió su captura.
No hubo autorización para que su cadáver recibiera sepultura según el rito cristiano, sino que fue retirado por su esposa al día siguiente, quien lo condujo en una carreta descubierta y lo enterró en el cementerio parroquial de Castro.

## Visiones posteriores
Con el correr del tiempo, su leyenda creció y se le agregaron detalles más o menos verosímiles. Mientras vivía, en 1885, se le acusaba de ser el responsable del hundimiento de la goleta mercante "Jilguero" y del asesinato de sus tripulantes y de la esposa e hijas del capitán. Francisco Vidal Gormaz, contemporáneo de los sucesos, omite esta hipótesis en su obra "Naufragios ocurridos en las costas de Chile", atribuyendo las causas de la desaparición a las condiciones adversas para navegar que son frecuentes en el golfo Corcovado; por su parte, Francisco Cavada se extraña de esta omisión en vista del revuelo que causó ese rumor en la época. La cuenta de crímenes que se le atribuían llegó a 200 y en otras historias se cuenta que era autor de 99 asesinatos y deseaba matar a 100 personas, por eso pedía que lo liberaran para conseguirlo en la creencia de que quien matara a ese número de personas no sería castigado.
Otras narraciones hablan de un tesoro oculto en la isla Guamblin Parque nacional Isla Guamblin y de una carta de indulto que llegó poco después de su muerte.
La figura de Pedro Ñancúpel resulta controvertida porque mientras unos lo consideran un pirata sanguinario movido por el ansia de botín, otros lo ven como alguien que luchó contra la injusticia social y por la dignidad de los indígenas y los pobres.

## Obras artísticas y literarias sobre su vida
Sobre su vida y la leyenda que se ha tejido en torno a él, se compuso un romance en una época incierta (probablemente pocos años después de su muerte), que es llamado el Corrido de Pedro Ñancúpel y todavía se recuerda en Chiloé. Con los años se fueron publicando una serie de obras artísticas y novelas, entre las que se cuentan: 
- Mauricio Marino, Memorias de Pedro Ñancúpel, novela corta, 1988.
- Mario Contreras Vega, Pedro Ñancúpel, Pirata de Chiloé, novela, 2002.
- José Mercado Miranda, Agonía de Ñancupel, el pirata de la Guaitecas, novela, 2007.
- Voltaire Catalán, El laberinto del lobo, novela, 2012.[3]

Para fines de 2007 se esperaba el estreno de la película chilena Pedro Ñancúpel, el pirata del fin del mundo, dirigida por Ricardo Carrasco y protagonizada por Néstor Cantillana como Ñancúpel y Francisco Melo como Ciriaco Álvarez. Esta película reavivó la polémica, pues en ella se presenta a este hombre como un huilliche justiciero que lucha contra la opresión de los poderosos. Esta interpretación es vista por un sector de la población chilota como una tergiversación.